# Lomnička
Lomnička és un poble i municipi d'Eslovàquia. Es troba a la regió de Prešov, al nord del país.

## Història
La primera referència escrita de la vila data del 1294.

## Demografia
| Godina             | 1994 | 2004    | 2014    | 2024    |
| ------------------ | ---- | ------- | ------- | ------- |
| Nombre de persones | 1123 | 1797    | 2991    | 3728    |
| Diferència         |      | +60,01% | +66,44% | +24,64% |

| Godina             | 2023 | 2024   |
| ------------------ | ---- | ------ |
| Nombre de persones | 3583 | 3728   |
| Diferència         |      | +4,04% |